# Maternus kölni püspök
Maternus, Kölni Maternus vagy Szent Maternus (németül: Maternus von Köln, franciául: Saint Materne), ismeretlen időpontban született, 328-ban elhunyt kölni püspök (313–328), trieri püspök (300 körül), Liège püspöke (315 körül). A láz, általában a fertőző betegségek és a szőlőtermesztés védőszentje.

## Élete
Születésének időpontja nem ismert. I. Constantinus római császár bizalmasa volt, 313-ban részt vett a római, majd egy évvel később az arlesi zsinaton is. I. Szilveszter pápa idején működött, és mivel Maternus neve maradt fenn első kölni püspökként, ezért őt tartják a kölni főegyházmegye elődje első vezetőjének.
Mivel korábban Trierben is püspök volt, halála után állítólag oda temették. Maradványit az 5. században áthelyezték, feltehetően a hunok támadásaitól félve. Hajón szállították, Rodenkirchennél (ma Köln városrésze) szálltak partra, ahol 989-ben Maternus-kápolna néven építettek gyásztemplomot (németül: Ruwenkirch), ebből ered a település neve, a Rodenkirchen is.
Csontjait 1633-ban helyezték át a kölni dómba, ahol a Maternus-kápolnában tartják.

## Fordítás
- Ez a szócikk részben vagy egészben  a   Maternus című német Wikipédia-szócikk ezen változatának fordításán alapul.  Az eredeti cikk szerkesztőit annak laptörténete sorolja fel. Ez a jelzés csupán a megfogalmazás eredetét és a szerzői jogokat jelzi, nem szolgál a cikkben szereplő információk forrásmegjelöléseként.